# سیارک ۷۷۰۱
سیارک ۷۷۰۱ (به انگلیسی: 7701 Zrzavy، نامگذاری:1990TX8) هفت هزار و هفتصد و یکمین سیارک کشف شده‌است که در ۱۴ اکتبر ۱۹۹۰ کشف شد.
قدر مطلق سیارک برابر ۱۴٫۳۰ است.